# Гехінген (Цоллернальб)
Гехінген (нім. Hechingen) — місто в Німеччині, знаходиться в землі Баден-Вюртемберг. Підпорядковується адміністративному округу Тюбінген. Входить до складу району Цоллернальб.
Площа — 66,44 км2. Населення становить 19 126 ос. (станом на 31 грудня 2020).